# Die Wohnung (Film)
Die Wohnung ist ein israelisch-deutscher Dokumentarfilm aus dem Jahr 2011.

## Inhalt
Arnon Goldfinger, Regisseur des Films, löst gemeinsam mit seiner Mutter und Verwandten in Tel Aviv die Wohnung seiner mit 98 Jahren gestorbenen Großmutter Gerda Tuchler auf. Diese lebte dort 70 Jahre lang als Jecke gemeinsam mit ihrem Ehemann Kurt Tuchler, nachdem die aus Berlin stammende Familie 1936 aus dem Deutschen Reich nach Palästina emigriert war. Die Wohnung der Großmutter beherbergt verstörende Erinnerungsstücke. Unter unzähligen Briefen, Fotos und Dokumenten aus mehreren Jahrzehnten finden sich Anhaltspunkte, dass die jüdischen Großeltern eng befreundet mit der Familie des SS-Offiziers Leopold von Mildenstein waren. Der Film verfolgt die Gründe der Großeltern für die Freundschaft mit Mildenstein und dessen Werdegang in der NSDAP und versucht durch Zeitzeugeninterviews, wie etwa mit Mildensteins Tochter, die Vergangenheit zu ergründen.

## Hintergrund
Der Film wurde von Arte in Zusammenarbeit mit Arnon Goldfinger Productions, Noga Communications, dem SWR, Zero one film und dem ZDF produziert. Die Produktionskosten beliefen sich auf 19.916 US-Dollar, was mit Einnahmen von 467.022 US-Dollar (Stand: 4. Januar 2013) wieder ausgeglichen wurde.